# 左轮手枪

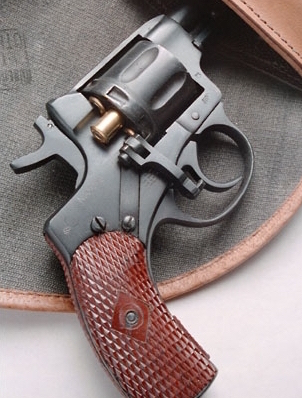
納甘M1895轉輪手槍與槍套

转轮手枪（英語：revolver，也称）是一种属手枪类的小型单管枪械，拥有转轮式的弹巢（cylinder），一般有6个膛室，另外也有少至4个多达12个膛室的设计。外擺式彈巢的转轮手槍為了配合多数人使用右手的习惯，多為向左90度转出弹巢以装填弹药，因此中文常称為左轮手枪，其实原名称為转轮手枪，与左右无任何关联。
左轮手枪的子弹安装在轉輪彈倉中，可以连续发射而不用在每次发射后重新装填弹药。
左轮手枪在19世纪出现，因其可靠和威力强大而风靡一时。后来装弹量更多、体积更小的半自动手枪逐渐取代了左轮手枪。但左轮手枪因为可靠、便于维护和便宜，目前在一些警用、运动射击和私人防卫的领域仍然有人使用。

## 歷史

### 早期

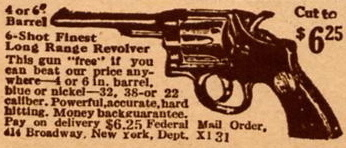
1926年的左轮广告

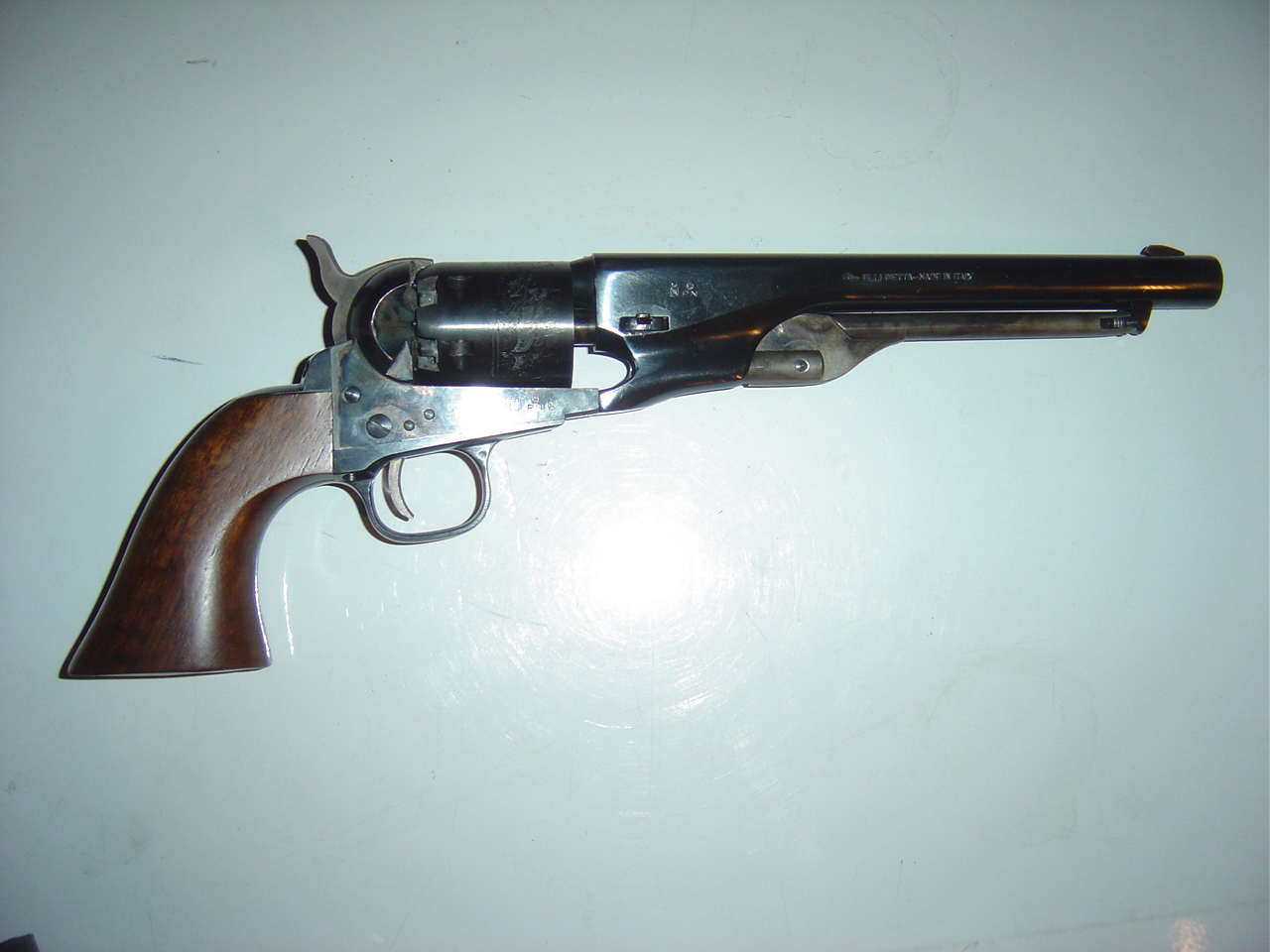
柯尔特M1860单动式转轮手枪

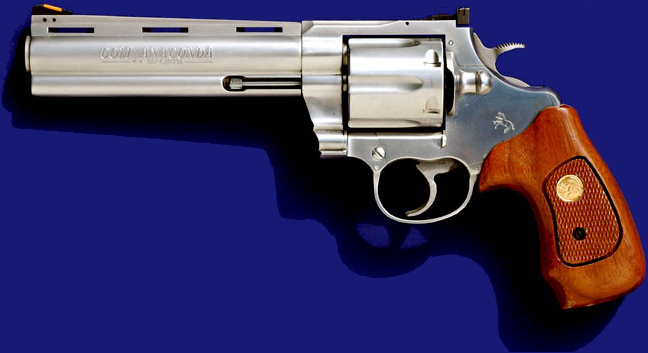
柯尔特巨蟒左轮手枪

转轮枪设计早在1580年前后于欧洲大陆的法、普、意国出现，为单管转膛，燧石击发的长枪。膛室尾端侧面开有导火孔，以活门遮盖，当弹膛转至顶端与枪管对齐并导火孔朝上时活门开放；1718年英国律师James Puckle发表同一类型的装弹9发的转轮燧石枪（Puckle Gun），从口径和体积上更趋近小型火炮；英国人Elisha Collier更於1818年取得转轮燧石枪的英国专利。
另一種早期的設計是多槍管轉輪手槍Pepper-box(意譯胡椒罐)，因為較單管的可靠而在十九世紀初流行過，可是過分笨重從未完全普及過。
但早期的燧发单管转轮枪和多管转管枪，开火时的振动会致其它膛室尤其是导火孔处火药泄漏，即便小心使用，可靠性也不高，无很大实用价值。
随着火帽击发的出现，弹膛密封和击发可靠性都大幅提高。1835年美国人塞繆爾·柯尔特改进前人的设计，制造出前装黑火药弹并以火帽发火的线膛单管转轮手枪，获得英美两国的专利。虽然击发可靠性和弹道稳定性与现今的定装弹仍有差距，但在当时采用了多项先进技术，满足了当时对连发枪的需求；并得以小型化，尽管相比即现今的手枪要大得多。由於柯尔特的推销技巧了得，以及美国不像当时欧洲為了保密，由国营或垄断的私营兵工厂独佔一切枪械新科技，所以柯尔特才能以其名字流传於世，以致后人将他与转轮手枪之间划上等号，柯尔特甚至被误认為是第一把转轮手枪发明者。而南北战争成為了转轮手枪（步枪）首次活跃的战场。
这是当时因為专利和保密法例，经常有不同的厂家独立地发明相似的设计，也有时因為买不起专利权或等不过专利权到期，引致一些枪厂被逼放弃市场和關閉，而使公眾误解谁是第一个发明者。
起初的柯尔特转轮手枪，如柯爾特沃克轉輪手槍或柯爾特騎兵型轉輪手槍，虽然外观和现代转轮手枪相似，并且使用相似的机械结构转动和发射，可並不表示和現代左輪一樣方便，實際並不使用現代定裝彈藥和金屬彈殼。為了適應威力隨時過大（難以控制每次裝藥分量的散裝火藥），轉輪都造得十分厚重結實以防止炸膛，和現代左輪的外觀分別是當時的轉輪沒有溝槽(non-fluted)的，所以是非常笨重。
並且由於是單動式設計，故在每一槍射擊後均需要用持槍的手的拇指拉起擊錘才能發射下一發子彈，對於指力不足的人，或者要應付多個敵人時，就會以另一隻手撥動擊錘才能完成動作，這種技巧被稱為速射（Fanning）。
其击发机构仍是适应18世纪末相似的前装霰弹弹药，即所谓的火帽和雷汞枪，使每次发射的时间较短，但每当子弹射光后依然像早期「火枪」用火药袋来慢慢地填装，於是柯尔特又发明了在弹仓前面，直接向弹巢填装散装弹药的盖，减少枪管填装的时间。
后来他也发展了适应当时最先进的纸或布制，早期定装弹药的前装转轮手枪。
早期的手枪只能单发，所以当有可靠的连发手枪，便会压倒性地佔优。19世纪中后来引入史密斯威森发明的黄铜壳定装弹，和亚当斯发明的双动式扳机，变成美国西部拓荒者的武器，对於之前只能以散装弹火枪勉強跟印第安人的弓箭够打成平手狀況，起了决定性的改變。这也引起了欧洲殖民者在广大非洲和东亞殖民地战争使用，即使是一个平民，对著只有弓箭和早期火枪的原住民和当地文明人，在个人战斗都有绝对的优势。

### 近代
19世紀末出現了（通常向左方）甩出式彈倉和中折式構造的轉輪手槍，而其時雙動式扳機也開始成為主流了。這意味退彈很快而且不需要預先打開擊錘便可以裝彈，大大減輕了走火的危險。
柯爾特在1889年推出M1889手槍，不只一開始便被設計成使用無煙火藥。雖然因為其部分缺點而產量不大，但是確立了現代左輪手槍主流使用甩出式彈倉的設計的第一作。
英国人韦伯利则发明快速装弹器，為以后供弹具进入新的纪元，甚至為他后期设计的「自动转轮手枪」继续使用。
因為固定弹仓式转轮手枪的精度和坚固，所以当时仍有相当市场，阿巴德发明改良的设计，便是装填口盖打开时击锤自动锁定，减少了在装弹过程中走火的危险，但按动扳机仍然会转动转轮，再使用橡胶弹夹將子弹对準弹巢後装填，便可以加快装弹速度，使很多厂家一度重新生產固定弹仓式转轮手枪。而这种橡胶弹夹在香港警方使用到1990年代中，才被快速装弹器代替。
19世纪末半自动手枪问世，可是早期的半自动手枪只标榜以能较大程度发挥火药的威力。所以比利时设计师纳甘，也开发了有气封的納甘M1895轉輪手槍，能够把火药气体更大利用，不只是比利时军队，连俄罗斯帝国和后来的苏联亦採用為制式手枪，可是纳甘转轮手枪也同样因為气封关系只能是固定弹仓式结构，意味不能有效地快速装弹。
但到20世纪初出现了由魯格设计有可拆式弹匣的轻巧手枪P-08，虽然转轮手枪也推出过可拆式转轮弹仓，但因為本身必需承受发射的火力，所以较弹匣笨重而没有流行。
而稍后白朗寧、瓦尔特等著名设计师发展出有可以匹敌左轮手枪的高可靠性保险机构。於是美国利用其简单坚固的优势发展了新的型号，反而胜过标榜更能发挥火药能量的自动手枪，能发射超音速高膛压枪弹的马格南手枪系列。此时火力强大的左轮手枪成為了很多国家的警方、匪徒和恐怖分子的得力工具。

### 現況
但到了20世纪末，因為更為先进的半自动手枪问世，有些甚至同时拥有白朗寧和瓦尔特的机械结构，而亦有部分半自动手枪能够使用马格南子弹。而火力更强大的衝锋枪亦被广泛装备军队，於是實際上所有国家军队都把左轮手枪从制式装备中淘汰，甚至连很多地方的警察也开始採用半自动手枪。
可是左轮手枪售价便宜，而且左轮的保养较容易也适合非前线的人员防身，也不可能發生卡彈故障。亦也因為左轮手枪的外型美观且精度良好，尤其一些经典的旧型号，使它成為竞赛中的用具而重新复刻生產。现时新型号的转轮手枪主要在材料和人体工学上作改进，使得较為轻巧和握持较舒适，因此仍然有一定市场。甚至直到21世紀仍有一些特種警察和特種部隊（如：GSG-9、GIGN及海豹部隊等）會攜帶轉輪手槍作備用槍械，尤其是在水上行動時，常常被特戰隊員用作應急之用。

### 另類發展
在19世紀時柯爾特公司曾經推出過柯特轉輪步槍〔Revolving Rifle)，但因為散裝彈藥容易造成火藥在彈巢中外洩並在射擊時引發連鎖反應，將彈巢內所有的子彈同時發射，對於使用者支撐槍管的手造成危險而被廢止使用。
後來隨著沒有火藥外洩危險的定裝彈藥的發展，因為轉輪的結構簡單和射速較高，所以有一部分霰彈槍和榴彈發射器使用轉輪式的結構。
在半自動手槍發展初期1902年，英國曾經發展和推出過以韋伯利轉輪手槍為藍本的，以轉輪作為供彈具的韋伯利-福斯伯里自動轉輪手槍。但在一戰實踐證明沒有什麼優點，而競爭不過當時已經大量生產的半自動手槍而停產。

## 分类

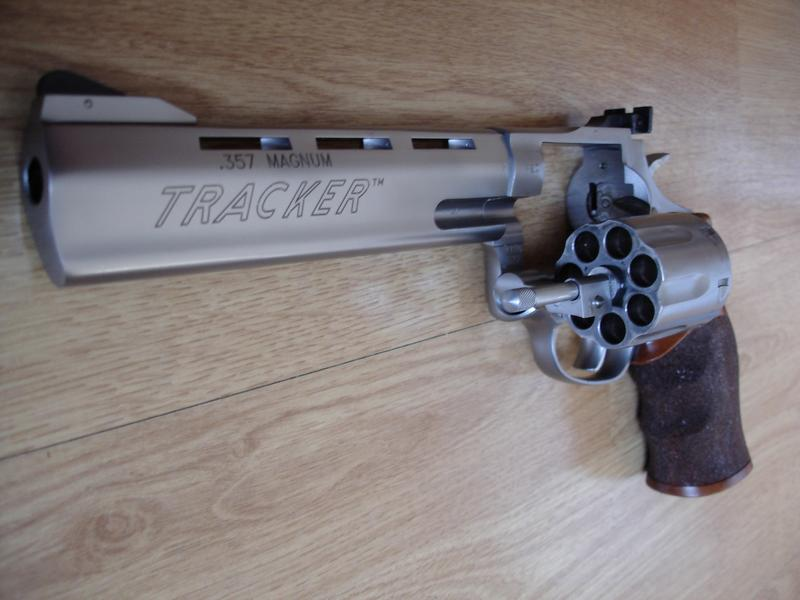
金牛座追蹤者双动式转轮手枪的转轮向左摆出特写

### 从射擊原理分类
單動扳機型每次射擊前需先將擊鎚後扳到底（同時轉輪彈倉會先旋轉，讓下一發子彈對準槍管進入待發狀態），然後扣扳機擊發。由於扣動扳機時較省力，所以射擊精度較高。
雙動扳機型在扣扳機到一半時轉輪彈倉會先旋轉，讓下一發子彈對準槍管進入待擊發狀態，同時擊鎚會向後移動，扳機扣到底的同時，擊鎚向前撞擊子彈底火，子彈擊發；雙動扳機型可直接扣扳機擊發，射速比較高，但扣動扳機時所需的力量較大，因此不利於精確射擊。
绝大多数标示"双动"的转轮手枪同时俱备单动和双动这两种发射机构。
雙動扳機這種設計常見於主要用來自衛或緊急駁火的手槍上，但因為構造複雜所以少有長槍採用，少數例外如巴西的LAPA FA-03突擊步槍和義大利的M4幽靈式衝鋒槍。

### 从整体结构分类
- 整体型：也就是字面上的左轮手枪。已经成為转轮手枪的主流，裝退彈是藉彈倉向左側外擺出來，但還包括了罕有的右轮手枪，如法国為了右手要执韁繩的骑兵开发的M1892轉輪手槍。
- 中折型：也被稱為「拗輪」，如英国恩菲爾德No.2轉輪手槍，优点是双手使用同样方便，并且退弹较快，缺点是不能适应高初速高膛压的马格南子弹（但也有例外如MP412 REX轉輪手槍能夠發射.357麥格農子彈，儘管該槍最終沒有投產），最多只能用极大口径的低初速子弹，但相对下弹道的平直度和贯穿能力逊於同级火力的马格南子弹。
- 固定弹仓型：包括柯爾特單動式陸軍轉輪手槍等大部分西部电影的手枪，要先拉后击锤才能装弹，其精度是很高且很坚固，它之所以能夠在二十世紀中前期仍然保持大量生產，是因為當時只有它們才能夠使用類似當代馬格南彈的大威力子彈。為西部牛仔、治安官和欧洲人探险英雄常用的武器，但也意味击锤可能在装弹途中撞击而引起走火，且无法使用快速装弹器；故在步入20世紀中期後鲜有作為治安或军用武器，現在主要用作射击竞赛或重演活動為主。

## 和主要競爭者自動手槍比較的優缺點

### 优点
- 除了中折式构造的类型外，一般因為较坚固而适合使用高膛压的超音速子弹，例如專用的馬格南彈，也可以用和標準彈外觀相似但彈殼火藥量較滿的強裝彈（這類彈型除了特別訂制多為手工裝火藥的），所以有较多的大威力子弹选择。
- 反過來說因為沒有膛壓不夠就無法退殼和重新填裝的問題，所以可以安全使用減裝彈（外觀和標準彈相似但彈殼內的火藥量較少，同樣多為手工裝藥的）。
- 如果子彈瞎火的話，可以直接再按板機發射下一發。
- 構造簡單堅固，所以故障率低精度較高。
- 雖然有專用的左輪手槍的有底緣子彈，但只要使用特制的圓形或半月形彈夾，便可以使用自動手槍的無底緣或半底緣子彈。
- 轉輪式彈巢結構不需要像彈匣一樣用彈簧將彈藥頂入機匣，因此可以讓彈藥長時間處於上彈狀態而不必擔心彈簧疲勞。

### 缺点
- 子弹装弹数少，大部分的转轮手枪一次最多填装5至6发，远低於大部分半自动手枪。但最近有些量產型的左輪都能夠裝八至九發子彈。

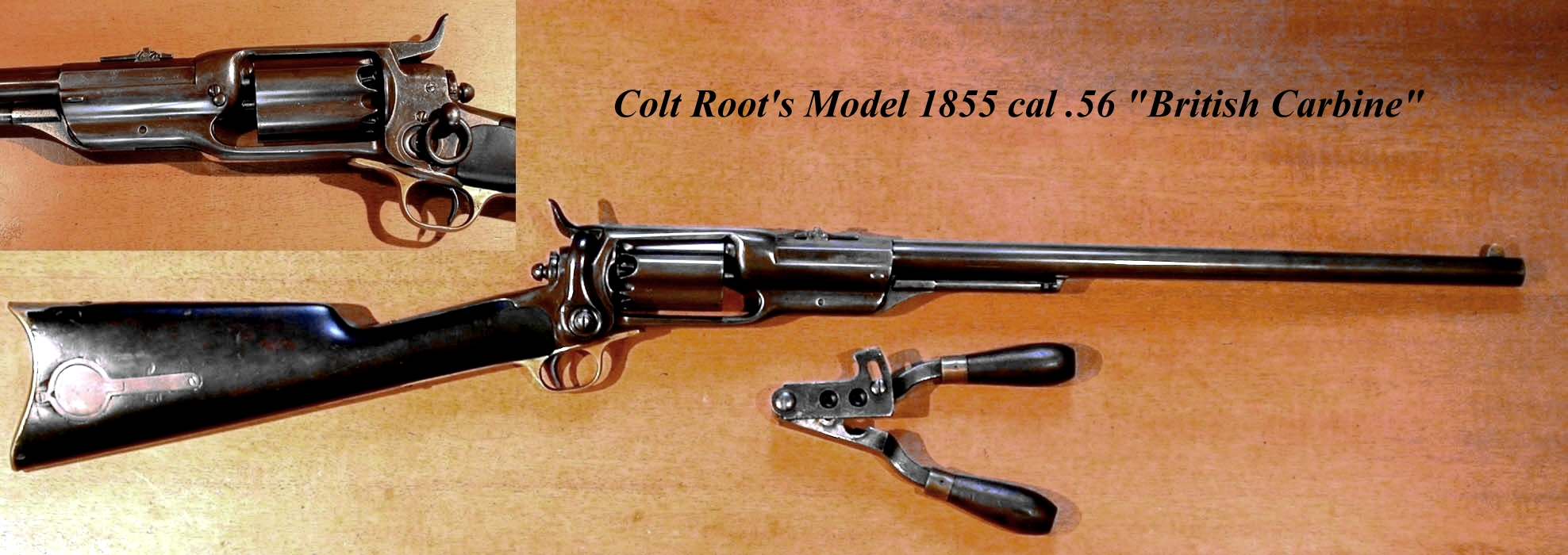
因一般来说枪管与转轮间有空隙，以致於射击时无法使用消声器（比利時製的納甘M1895轉輪手槍雖解決了此問題，但構造過分複雜而失去转轮手枪本來簡單的優點）。另一問題同樣因為空隙會漏出火藥氣體，所以用同一種子彈時威力較自動手槍小。
- 須在重新裝填時手動退除彈殼，填装子弹时间较久，但外擺式彈巢或中折式的轉輪手槍可配合快速上彈器或專用的圓型或半月型彈夾進行快速裝填。
- 因為转轮是圆型的并且包括了中间的轴部，所以厚度较半自动手枪為大。而且握把突出於机械后方，所以长度较自动手枪长。